# كوثر الجهمي

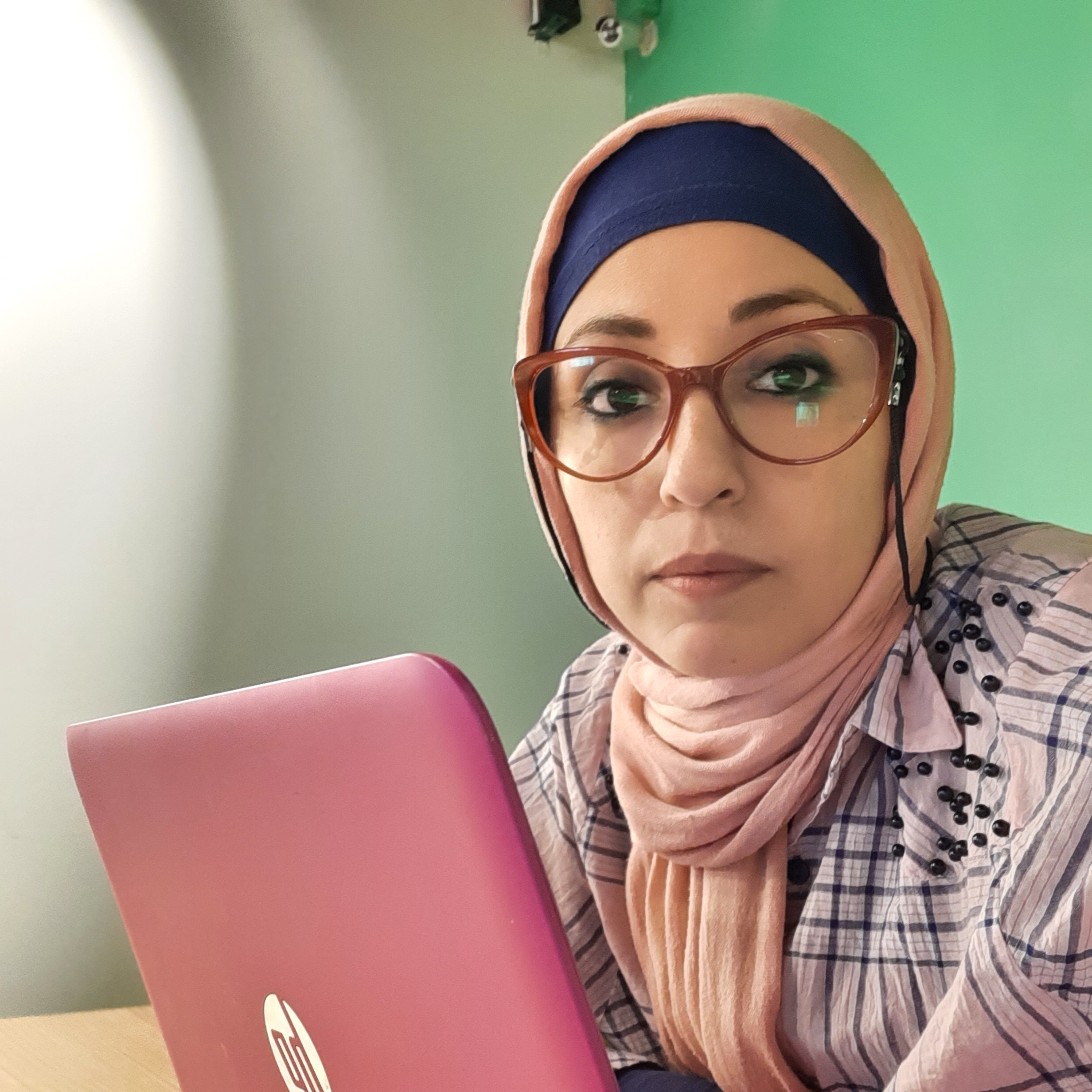
كوثر الجهمي

كوثر الجهمي أو كوثر سعيد الدين الجهمي مواليد طرابلس (13 يوليو 1984) قاصة وروائية ومدونة ليبية، فائزة بجائزة مي غصوب العربية عن روايتها الأولى «عايدون», وقد بدأت مسيرتها في التدوين باسم مستعار «سيدة عادية», وهي محررة لمنصة فاصلة للكتاب الليبيين.

## المؤهلات العلمية
حاصلة على بكالوريس في الهندسة المدنية من جامعة طرابلس 2009.

## الحياة العملية والأنشطة
تعمل كمدرسة لمادة الفيزياء في مدرسة عمر المختار الثانوية، ورئيسة تحرير منصة فاصلة الإلكترونية، وكاتبة في موقع هنا ليبيا، كما شاركت في بعض الأمسيات القصصية منها أمسية قصصية في الملتقى الوطني الثالث للإبداع.

## إنتاجها الأدبي
- رواية «عايدون» عن دار الساقي، لبنان 2019.
- مجموعة قصصية  تحتوي على 17 قصة قصيرة بعنوان «حي القطط السمان», عن دار الوليد للنشر والتوزيع 2021.[8]
- رواية «العقيد» عن دار الفرجاني للنشر 2022.[9]

## الجوائز
- تحصلت على الترتيب الأول في مسابقة القصة لمؤسسة فزان، عن قصة «طرابلس المحروسة 1785», عام2017.[3]

- فازت بجائزة مي غضوب للرواية عن روايتها (عايدون) عام 2019.

## عن الجائزة
لم تتمكن من أن تزور لبنان لتلقي الجائزة وتشارك في الأحتفال التي قررته دار الساقي احتفاء بها، وذلك بسبب عدم حصولها على التأشيرة اللبنانية.
وتتألف لجنة تحكيم جائزة مي غصوب من الشاعر: عباس بيضون، والروائي جبور الدويهي ورانية المعلم. والجائزة عبارة عن نشر دار الساقي للرواية الفائزة لكتاب لم يسبق أن نشرت أعمالهم من قبل. وتعتبر رواية «عايدون» مزيجا بين الواقعية والفنتازي وتعالج الرواية مشكلة عائدي المهجر من خلال قصة غزالة وابنتها حسناء.

## من أقوالها
«قد نكون طوباويين إن اعتبرنا أن الرواية وحدها تكسر الحواجز، ولكنها قد تكون - كما ذكرتِ- طريقة مثلى للفهم. أعتقد أن أفضل مسلك لعلاج مشاكل المجتمع وثغراته هو كشفها في قالب فني، أدبي بشكل خاص، قد يكون في شكل رواية. ولا أظنّ أن الرواية العربية تعجّ بمشاكل المجتمعات الشرقية عبثا، فهي صرخة احتجاج لم تجد وسيلة أكثر أمنا من الرواية كي تصل إلى أحدهم. أي أحد، المهم أن تصل.»